# Jan Decker
Jan Decker (* 9. November 1977 in Kassel) ist ein deutscher Schriftsteller.

## Leben
Jan Decker wurde als Sohn eines Deutschen und einer Österreicherin geboren. Er besuchte das Friedrich-Koenig-Gymnasium in Würzburg und gab in einer Abiturzeitung als Berufswunsch Schriftsteller an. Mit Martin Maria Eschenbach, Carsten Kurpanek und Nico Manger gründete er 1995 in Höchberg bei Würzburg die Post-Grunge-Band Sandmann. In einer Ausbildung zum Buchhändler lernte Decker, wie der Buchmarkt funktioniert. Er studierte zunächst Germanistik und Philosophie in Hannover und Greifswald, bevor er sich ausschließlich dem Schreiben zuwandte.
Er studierte von 2004 bis 2008 am Deutschen Literaturinstitut Leipzig. Seit dieser Zeit schrieb Decker Theaterstücke mit Uraufführungen unter anderem am Staatstheater Nürnberg und dem Theater Vorpommern sowie zahlreiche Hörspiele und Features. In Anthologien und Zeitschriften veröffentlichte er Dramen, Kurzprosa, Essays und gelegentlich Lyrik.
Sein Buch Eckermann oder die Geburt der Psychoanalyse aus dem Geist Goethes erschien 2012 mit Zeichnungen von Kay Voigtmann. Für diesen Monolog um Goethes „ewigen Gehilfen“ erhielt Decker positive Besprechungen.
Jan Decker hatte Lehraufträge der Staatlichen Hochschule für Gestaltung Karlsruhe und der Bergischen Universität Wuppertal. Am Fachbereich Germanistik der Universität Osnabrück unterrichtete er u. a. Hörspiel, Radiofeature und Kreatives Schreiben. Seit 2020 gibt er Lehrveranstaltungen mit ähnlichen Schwerpunkten an der Universität Wien. Er legte 2014 mit Praxisleitfaden Hörspielwerkstatt eine didaktische Handreichung zum Hörspiel vor.
Jan Decker publiziert regelmäßig auf den Kulturseiten der Tageszeitung junge Welt und ist auch im Deutschlandradio und weiteren Medien zu finden. Er lebt und arbeitet in Wien.
Decker ist Mitglied im PEN-Zentrum Deutschland.

## Auszeichnungen
- Bester Autor beim Internationalen Leipziger Hörspielwettbewerb 2008
- Hörspielstipendium des Deutschen Literaturfonds 2010
- Hörspielstipendium der Filmstiftung NRW 2010
- Stipendiat der Soltauer Künstlerwohnung 2011
- Stipendium des Schleswig-Holsteinischen Künstlerhauses Eckernförde 2011
- Stipendium der Kulturstiftung des Freistaates Sachsen 2011
- Aufenthaltsstipendium in der Denkmalschmiede Höfgen 2012
- Spreewald-Literatur-Stipendium 2012
- Literaturpreis Prenzlauer Berg 2012
- Stipendium der Hansestadt Rostock 2014
- Stipendium des Künstlerhauses Lukas für Island 2015
- Stipendium des Künstlerhofes Schreyahn 2015[12]
- Writer in Residence, Franz-Edelmaier-Residenz für Literatur und Menschenrechte, Meran 2016
- Hessisches Literaturstipendium Emilia-Romagna 2017
- Johann-Gottfried-Seume-Literaturpreis 2017 für den Roman Der lange Schlummer
- Aufenthaltsstipendium des Landes Sachsen-Anhalt im Künstlerhaus Salzwedel 2018
- Stipendium des Künstlerhauses Edenkoben 2021
- erostepost-Literaturpreis 2022
- Projektstipendium für Literatur der Stadt Wien 2024
- Writer in Residence im Heinrich-Böll-Cottage, Achill Island, Irland 2024

## Werke

### Einzelveröffentlichungen
- Sibiu Blues. Hermannstadt Blues. Wiesenburg Verlag, Schweinfurt 2006, ISBN 978-3-937101-99-6
- Beelitz Heilstätten. Tragischer Monolog und komisches Nachspiel. VAT Verlag André Thiele, Mainz 2009, ISBN 978-3-940884-18-3
- Der Abdecker. Essay/Gedichte/Prosa. FIXPOETRY.Verlag, Hamburg 2011, ISBN 978-3-942890-07-6
- Eckermann oder die Geburt der Psychoanalyse aus dem Geist Goethes. Theatermonolog in drei Bildern mit Zeichnungen von Kay Voigtmann. Edition Ornament, Bucha 2012, ISBN 978-3-936455-99-1
- Notizen zu einem Koeppen-Hörspiel. SuKuLTuR Verlag, Berlin 2013, ISBN 978-3-95566-020-8
- Praxisleitfaden Hörspielwerkstatt. Ernst Klett Verlag, Stuttgart 2014, ISBN 978-3-12-316191-9
- Ahlers und die anderen. Christian Geisslers Hörspielwerk. Trottoir Noir Verlag, Leipzig 2016, ISBN 978-3-945849-02-6
- Der lange Schlummer. Roman. Edition 21, Thun 2017, ISBN 978-3-9524467-5-1
- Mösers Rückkehr. Kurzer Roman eines langen Lebens. Meinders & Elstermann Verlag, Belm 2020, ISBN 978-3-88926-008-6
- Grenzgänge. Drei Features. Trottoir Noir Verlag, Leipzig 2023, ISBN 978-3-945849-25-5

### Theaterstücke
- Kassensturz!. UA Theater Vorpommern 2006
- Rückenschwimmer. UA Staatstheater Nürnberg 2009
- Beelitz Heilstätten. Tragischer Monolog und komisches Nachspiel. UA Cammerspiele Leipzig 2013

### Hörspiele
- er.ich. Autorenproduktion 2005
- Letzte Bilder. Hörspiel nach einem Text von Christoph Schwarz. Autorenproduktion 2007
- Hachiko. SWR 2008
- Amaryllis. SWR 2009
- In den Bäuchen der Städte atmete ich auf. SWR 2009
- Wie die fünfte Kolonne Moskaus zu den Instrumenten griff. SWR 2010
- Black Box. WDR 2010
- Hotel California. Ein akustischer Roadtrip. rbb 2010
- Die große Weltreise. SWR 2011
- Der große Coup am Biwasee. SWR 2011
- Welspaprikas. SWR 2012
- Mutationen. Originalhörspiel für Smartphones. HfG Karlsruhe 2011/2012
- Schifoan. SWR 2013
- Die Leoparden brüllen wieder. SWR 2013
- Jockey Deutschland. SWR 2014
- Gua Nim Washoe. SWR 2015
- Bei Betty. SRF 2015
- Winterswijk. SWR 2016
- Der Bergfex. Luis Trenker ungeschminkt. rbb 2017
- Fado fatal. NDR 2017
- Was weißt du schon über Junikäfer?. SWR 2017
- Kalte Sophie. NDR 2019
- Bestie Angerstein. SWR 2019
- Comet Hau. Hörspiel in zwei Teilen. SWR 2021
- Brexit Blues. NDR 2021
- Vampir Haarmann. SWR/BR 2023
- Die Giftfrau. SWR 2025

### Features
- Jaco Pastorius' Gang durch den Schnee von Rheidt nach Havona. Über die letzte Tournee einer Jazzlegende. DKultur 2011
- Morgenland und Abendland. Friedrich Engels, der Erfinder des Marxismus, und mein Urgroßvater Wilhelm Decker, der Erfinder des Annähdruckknopfs. DKultur 2013
- Mein digitales Ich. MDR 2014
- Linkshänder sein. Vom Leben andersherum. DLF 2015
- Erich Loest die Probleme. Der Schriftsteller und seine „fast zweite Heimat“ Osnabrück. DKultur 2015
- Texas Pattis Karnevalsparty. Beobachtungen bei einem Pornodreh. Dlf Kultur 2017
- Bandsalat, liebevoll zubereitet. Die Kassette zwischen Nostalgie und Renaissance. Dlf 2018
- Mein Vater, der Grenzer. SWR 2018
- From Pink to Blue. Die Stimme von Joni Mitchell. Dlf Kultur 2018
- Gespräche über den abwesenden Herrn Hacks. Der „Goethe der DDR“ revisited. Dlf Kultur 2021
- JD Reacts to Reactors React to Aja. Kurzfeature. Dlf Kultur 2023
- Die Geburt des weiblichen Popstars. Eine Lange Nacht über Singer-Songwriterinnen der 1960er-Jahre. Dlf Kultur / Dlf 2025
- Guru ade! Maria Reichs Ausstieg aus der Sekte. ORF 2024
- Bad Arolsen – Die Kleinstadt und die Verfolgten. hr 2025

### Libretti
- Japanische Miniaturen. Musik: Caspar de Gelmini. UA 2012 Konzerthaus Berlin (Work in Progress unter der Leitung von Gerhardt Müller-Goldboom)
- LEIPZIGNOIR 1914. Musik: Moritz Eggert, Caspar de Gelmini, Fabian Russ, Annette Schlünz. UA 2014 UT Connewitz Leipzig (Freies Ensemble unter der Leitung von Gerhardt Müller-Goldboom)

### Reportagen
- Wie wollen wir lieben?. Dlf 2019